# R. R. Winterbotham
Russell Robert Winterbotham (Salina, 1º agosto 1904 – Bay Village, 9 giugno 1971) è stato uno scrittore statunitense, autore di romanzi western e fantascientifici, di opuscoli didattici e di molti Big Little Book..
Scrisse anche storie poliziesche e un romanzo di fantascienza (The Other World) con il nom de plume "J. Harvey Bond". Per un altro scritto sci-fi usò invece "Franklin Hadley". Sceneggiò alcuni episodi del fumetto di Fred Harman Red Ryder.

## Biografia
Winterbotham è nato a Salina ed è morto a Bay Village, Ohio. Durante la sua carriera, lavorò per la Newspaper Enterprise Association della Scripps Howard Foundation.

## Opere

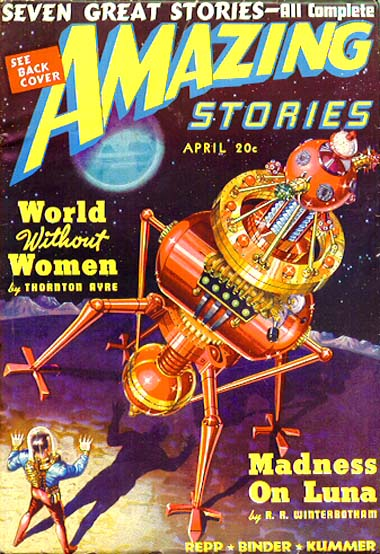
Madness on Luna fu la storia di punta del numero dell'aprile 1939 di Amazing Stories

- Curious and Unusual Deaths (Girard, Kansas:Haldeman-Julius, 1929)
- Maximo, the Amazing Superman (Big Little Book, 1940)
- The Whispering Spheres (Comet, luglio 1941)
- Convoy Patrol: a thrilling story of the U.S. Navy (1942)
- Ray Land of the Tank Corps U.S.A. (1942)
- How Comic Strips are Made (1946)
- Chris Welkin - Planeteer (striscia a fumetti, 1952-1964)
- Murder Isn't Funny (come J. Harvey Bond, 1958)
- Bye Bye, Baby! (come J. Harvey Bond, 1958)
- Kill Me With Kindness (come J. Harvey Bond, 1959)
- If Wishes Were Hearses (come J. Harvey Bond, 1961)
- The Red Planet (1962)
- The Space Egg (Hardback 1958, Paperback 1963)
- The Men from Arcturus (1963)
- The Other World (come by J. Harvey Bond, 1963)
- The Puppet Planet (1964)
- Planet Big Zero (1964) (come Franklin Hadley)
- The Lord of Nardos (1966)